# Bluefields
Bluefields är en stad och kommun (municipio) i Nicaragua, med 54 863 invånare i kommunen (2012). Kommunen ligger på Mosquitokusten vid Karibiska havet, i landets östra del. Befolkningen i Bluefields är en blandning av miskitoindianer, engelsktalande kreoler och mer nyinflyttade spansktalande mestiser från västra Nicaragua.

## Geografi
Bluefields gränsar till kommunerna Kukra Hill i norr, El Rama, Nueva Guinea och San Carlos i väster, El Castillo och  San Juan del Norte i söder, samt till Karibiska havet i öster. Kommunens enda större samhälle är staden Bluefields med 36 790 invånare (2005). Näst störst är El Bluff med 1 833 invånare (2005).

## Historia

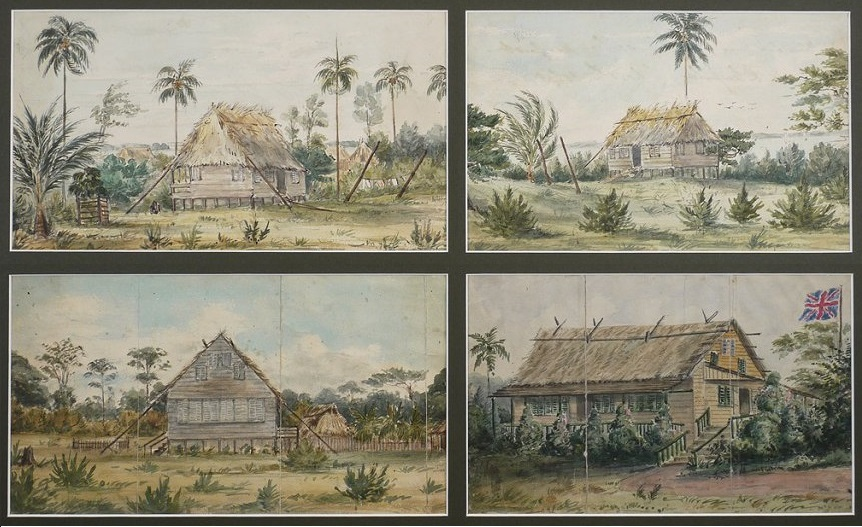
Bluefields 1845

Bluefields har fått sitt namn efter den holländske piraten Abraham Blauvelt. Han var en av många pirater som under början av 1600-talet använde Bluefields som bas för attacker mot spanjorerna. Senare etablerade engelsmännen slavplantager runt Bluefields. Engelsmännen fördrevs 1787 men slavarna stannade kvar och blev grunden för dagens kreolbefolkning. Efter de karibiska slavarna frigivning 1834 anlände fler kreoler till Bluefields. Engelsmännen, som länge hade varit allierade med Miskitoindianerna, etablerade under början av 1840-talet ett konsulat i Bluefields.
Miskitoindianernas kung flyttade 1844 huvudstaden från Waslala till Bluefields. I september 1846 anlände en grupp på drygt 100 tyska kolonisatörer från Königsberg, vilka fick hjälp av det brittiske konsuln Patrick Walker. Strax därefter bjöd konsuln in Hermandad de Moravia (Herrnhutare, som kom från Mähren/Moravia) som 1849 etablerade missionsverksamhet i Bluefields. Bluefields förblev rikets huvudstad fram till 1860, då Storbritannien i Managuatraktatet erkände Nicaraguas överhöghet över området.
Under slutet av 1800-talet växte Bluefields kraftigt som kommersiellt centrum för utvecklingen av amerikanska bananodlingar, kokosodlingar, gummiodlingar, skogsindustri och gruvindustri. Bluefields fortsatte under denna tid att vara Miskitofolkets huvudstad fram till 1893 då Nicaragua formellt annekterade området och fördrev miskitohövdingen. Året efter blev Bluefields huvudstad i det nybildade departementet Zelaya. Samtidigt ändrades det officiella språket från engelska till spanska. År 1903 upphöjdes Bluefields till rangen av ciudad (stad).
Bluefields drabbades i oktober 1988 av orkanen Joan, då mer än 4000 hus förstördes. Kuba sände folk för att hjälpa till att bygga nya hus men de skickades hem 1990 av den nyvalda UNO-regeringen.

## Transporter
Sedan några år finns det en grusväg mellan Bluefields och El Rama som där ansluter till landets övriga vägnät. Floden Río Escondido är dock fortfarande den viktigaste transportleden från Bluefields till den centrala och västra delen av landet. Flygplatsen i Bluefields har dagliga flygförbindelser med Managua och Corn Island (2024). Till närliggande orter tar man sig med båt. Bluefields är landets näst viktigaste hamnstad på den karibiska kusten, efter Bilwi.

## Religion
Herrnhutarna etablerade missionsverksamhet i Bluefields 1849, på inbjudan av den brittiske konsuln Patrick Walker. Församlingens medlemmar rekryterades först bland kreolerna. Den först kyrkan stod klar 1855, och när den invigdes döptes den första Miskitoindianen, prinsessan Matilde, som var kungens syster. Med Bluefields som ursprungsort spreds missionsverksamheten sedan längs kusten ända upp till Honduras. Efter endast tillfälliga tidigare besök, etablerade sig den Romersk-katolska kyrkan i Bluefields 1915 då munkar från Kapucinorden bosatte sig i staden.

## Kända personer från Bluefields (kronologiskt)
- Sebastián Uriza (1861–), Nicaraguas president 11–14 november 1926 (4 dagar)
- August Bräutigam (1871–1970), affärsman, Nicaraguas konsul i Göteborg
- Joseph A. Harrison (1883–1963), herrnhutisk präst och scoutpionjär
- Aubry Campbell Ingram (1903-2000), scoutpionjär
- Alejandro Arostegui (1935–), konstnär[11]
- Barbara Carrera (1945–), skådespelerska, spelade Fatima Blush i bondfilmen Never Say Never Again[12]
- Harry Brautigam Ortega (1948–2008), ekonom
- Francisco José Tigerino Dávila (1963-), katolsk biskop [13]
- Scharllette Allen (1991-), Miss Nicaragua 2010[14]

## Bilder
|  |  |
|  |  |
|  |  |
|  |  |